# Moorcrest
Moorcrest est une maison à Beachwood Canyon, Los Angeles, Californie, États-Unis. Elle a été construite en 1921 pour la colonie utopiste Krotona à Beachwood Canyon et a été conçue par Marie Russak Hotchener, une architecte qui a conçu plusieurs bâtiments pour la communauté théosophique. Moorcrest est considérée comme l'une de ses pièces les plus célèbres.
Au cœur des collines d'Hollywood, Moorcrest était autrefois la résidence de l'acteur Charlie Chaplin, la première star internationale de l'ère moderne. Plus tard, Mary Astor, la star du Faucon maltais parmi de nombreux autres films, vivait parfois à Moorcrest. Ses parents, Otto et Helen Langhanke, ont été propriétaires de la maison pendant un certain temps.
La maison appartient maintenant à la musicienne Joanna Newsom et à son mari, l'acteur Andy Samberg.